# Procidis
Procidis este un studio de animație francez fondat de Albert Barillé în anul 1962. Studioul este cel mai bine cunoscut pentru franciza sa de divertisment educativ A fost odată.... Programele sale sunt vândute în peste 100 de țări. În 2024, Banijay Entertainment a cumpărat acțiuni majoritare în Procidis, așezându-l sub divizia sa Banijay Kids & Family.

## Seriale
- 1970: Les Adventures de Colargol
- 1978: Povestea omului
- 1982: A fost odată... Universul
- 1986: Povestea vieții
- 1991: A fost odată… America
- 1994: Povestea descoperirilor
- 1997: Povestea exploratorilor
- 2001: Zooriginaux
- 2008: A fost odată ... Terra
- 2023: A fost odată... Obiectele